# Clidemia utleyana
Clidemia utleyana là một loài thực vật có hoa trong họ Mua. Loài này được Almeda mô tả khoa học đầu tiên năm 1979.